# Виго (комарка)
Виго (исп. Comarca de Vigo,  галис. Comarca de Vigo)  — район (комарка) в Испании, входит в провинцию Понтеведра в составе автономного сообщества Галисия.

## Муниципалитеты
1. Порриньо
2. Байона
3. Форнелос-де-Монтес
4. Гондомар
5. Мос (Понтеведра)
6. Нигран
7. Пасос-де-Борбен
8. Редондела
9. Сальседа-де-Каселас
10. Сотомайор
11. Виго